# Хоматлије
Хоматлије је насељено место у Босни и Херцеговини у општини Коњиц у Херцеговачко-неретванском кантону које административно припада Федерацији Босне и Херцеговине. Према попису становништва из 1991. у насељу је живјело 95 становника.

## Географија
По последњем службеном попису становништва из 1991. године, у насељу Хоматлије живело је 95 становника. Становници су претежно били Хрвати.

## Становништво
| Националност       | 1991.       | 1981. | 1971. |
| Хрвати             | 62 (65,26%) |       |       |
| Муслимани          | 30 (31,58%) |       |       |
| остали и непознато | 3 (3,16%)   |       |       |
| Укупно             | 95          |       |       |